# Александар Лопес
Александар Лопес (Рио де Жанеиро, 29. октобар 1974) бивши је бразилски фудбалер.

## Каријера
Током каријере играо је за Коринтијанс Паулиста, Флуминенсе, Спартак Москва, Интернасионал и многе друге клубове.

## Репрезентација
За репрезентацију Бразила дебитовао је 1995. године. За национални тим одиграо је 3 утакмице.

## Статистика
| Бразил | Бразил | Бразил |
| Год.   | Ута.   | Гол.   |
| ------ | ------ | ------ |
| 1995   | 1      | 0      |
| 1996   | 2      | 0      |
| Укупно | 3      | 0      |